# Première circonscription de la préfecture d'Osaka
La première circonscription de la préfecture d'Osaka (大阪府第1区, Ōsaka-fu dai-ikku) est l'une des dix-neuf circonscriptions législatives que compte la préfecture d'Osaka au Japon.

## Description géographique
Entre 1994 et 2017, la première circonscription de la préfecture d'Osaka regroupait les arrondissements de Chūō, Nishi, Minato, Tennōji, Naniwa et Ikuno de la ville d'Osaka.
Depuis 2017, elle correspond aux arrondissements de Chūō, Nishi, Minato, Tennōji, Naniwa et Higashinari.

## Députés
| Législature | Début de mandat | Fin de mandat | Député élu           | Parti politique | Parti politique |
| ----------- | --------------- | ------------- | -------------------- | --------------- | --------------- |
| 41e         | 1996            | 2000          | Kōki Chūma           |                 | PLD             |
| 42e         | 2000            | 2003          | Kōki Chūma           |                 | PLD             |
| 43e         | 2003            | 2005          | Kōki Chūma           |                 | PLD             |
| 44e         | 2005            | 2009          | Kōki Chūma           |                 | PLD             |
| 45e         | 2009            | 2012          | Atsushi Kumada (ja)  |                 | PDJ             |
| 46e         | 2012            | 2014          | Hidetaka Inoue (ja)  |                 | ARJ             |
| 47e         | 2014            | 2017          | Hidetaka Inoue (ja)  |                 | Ishin           |
| 48e         | 2017            | 2021          | Hiroyuki Ōnishi (ja) |                 | PLD             |
| 49e         | 2021            | 2024          | Hidetaka Inoue       |                 | Ishin           |
| 50e         | 2024            | -             | Hidetaka Inoue       |                 | Ishin           |